# 長谷川寛彦
長谷川 寛彦（はせがわ ひろひこ、1961年（昭和36年）9月20日 - ）は日本の政治家。静岡県菊川市長（2期）。

## 來歷
菊川市出身。静岡県立掛川西高等学校、駒澤大学経済学部、自治大学校会計コース卒業。
1984年、静岡県庁入庁。税務課長、交通基盤部理事などを歴任。2018年より天竜浜名湖鉄道社長に就任。
2020年10月、翌年1月に行われる菊川市長選挙への立候補を表明。2021年1月17日告示、24日投開票予定だったが告示日に長谷川以外の立候補者が現れなかったため、無投票で初当選した。
2025年1月19日告示、26日投開票の同市長選に投資家の横山正文を破り再選。※当日有権者数：36,163人 最終投票率：58.37%
開票結果は、当選　長谷川寛彦（63歳）無所属 現 16,696票（81.25%）、横山正文（57歳）無所属 新 3,852票（18.75%）だった。